# Campylocentrum panamense
Campylocentrum panamense é uma espécie de orquídea, família Orchidaceae, que habita a Costa Rica, Panamá, Venezuela e Equador. É uma pequena planta epífita, monopodial, com caules alongados, folhas dísticas, e inflorescência racemosa com flores minúsculas, de cor branca, de sépalas e pétalas livres, e nectário na parte de trás do labelo. Pertence ao grupo de espécies inflorescências mais curtas que as folhas. Similar ao Campylocentrum micranthum, distíngue-se por ter folhas mais finas, sépalas e pétalas espatuladas, nectário mais curto que o labelo, e flores mais espaçadas.

## Publicação e sinônimos
- Campylocentrum panamense Ames, Orchidaceae 7: 88 (1922).